# Hagestedgård
Hagestedgaard nævnes første gang i kong Valdemars jordbog fra 1230. Gården ligger i Hagested Sogn, Tuse Herred, Holbæk Amt, Holbæk Kommune. Hovedbygningen er opført i 1555-1748
Hagestedgaard Gods er på 527 hektar

## Ejere af Hagestedgaard
- (1230-1540) Kronen
- (1540-1570) Johan Friis
- (1570-1600) Christian Friis til Borreby
- (1600-1630) Slægten Friis
- (1630-1663) Henrik Thott
- (1663-1680) Thomas Bartholin
- (1680-1686) Casper Bartholin
- (1686-1695) Laurits Jacobsen
- (1695-1704) Caspar Bartholin
- (1704-1709) Ursula von Putbus
- (1709-1711) O. Bornemann
- (1711-1715) Peder Benzon
- (1715-1725) Lars Benzon
- (1725-1727) Willum Worm
- (1727-1730) Rachel Sophie Marschalk Fleicher
- (1730-1740) Hans Seidelin
- (1740-1748) Hans Hansen Seidelin
- (1748-1769) Hans Diderik Brinck-Seidelin
- (1769-1819) Carl Adolph Castenschiold
- (1819-1825) Christian Ludvig Castenschiold
- (1825-1848) Caspar Holten Grevencop-Castenschiold
- (1848-1856) Caspar Holten Grevencop-Castenschiold
- (1856) Severine Jacobine Grevencop-Castenschiold gift Worsaae
- (1856-1885) Jens Jacob Asmussen Worsaae
- (1885-1901) Severine Jacobine Grevenkop-Castenskiold gift Worsaae
- (1901-1937) Casper Holten Jens Peter Grevenkop-Castenskiold
- (1937-1953) Addie Grevenkop-Castenskiold gift Lerche (datter)
- (1953-1975) Esther Lerche gift Hvass (datter)
- (1975-) Anders Michael Hvass (søn)